# Distritos Electorales Federales de Canadá

Los 338 Distritos Electorales Federales de Canadá

Los distritos electorales federales de Canadá son las 338 unidades en que se divide el territorio de canadiense para el propósito de elecciones. Cada distrito elige un miembro al Parlamento de Canadá, que ocupa un curul en la Cámara de los Comunes, por un término máximo de hasta cinco años.
El 27 de octubre de 2011, el gobierno conservador presentó el proyecto de ley C-20, una medida que ampliaría la Cámara de los Comunes de 308 a 338 escaños, con 15 escaños adicionales para Ontario, 6 escaños adicionales para Alberta y Columbia Británica, y 3 para Quebec.
A partir de la última redistritación en 2015, se tienen los siguientes distritos electorales federales:

## Distritos electorales

### Alberta
|                                 |           |           |           |                    |                               |
| Distrito                        | Creado en | Población | Electores | Miembro            | Partido Político              |
| Banff—Airdrie                   | 2012      | 135,762   | 91,222    | Blake Richards     | Partido Conservador de Canadá |
| Battle River—Crowfoot           | 2012      | 110,223   | 80,698    | Kevin Sorenson     | Partido Conservador de Canadá |
| Bow River                       | 2012      | 115,022   | 75,146    | Martin Shields     | Partido Conservador de Canadá |
| Calgary Centre                  | 1966      | 108,931   | 84,960    | Kent Hehr          | Partido Liberal de Canadá     |
| Calgary Confederation           | 2012      | 111,785   | 88,854    | Len Webber         | Partido Conservador de Canadá |
| Calgary Forest Lawn             | 2012      | 108,251   | 74,620    | Deepak Obhrai      | Partido Conservador de Canadá |
| Calgary Heritage                | 2012      | 108,320   | 80,213    | Bob Benzen         | Partido Conservador de Canadá |
| Calgary Midnapore               | 2012      | 111,227   | 87,158    | Stephanie Kusie    | Partido Conservador de Canadá |
| Calgary Nose Hill               | 1996      | 109,286   | 81,582    | Michelle Rempel    | Partido Conservador de Canadá |
| Calgary Rocky Ridge             | 2012      | 108,901   | 87,323    | Pat Kelly          | Partido Conservador de Canadá |
| Calgary Shepard                 | 2012      | 110,296   | 96,769    | Tom Kmiec          | Partido Conservador de Canadá |
| Calgary Signal Hill             | 2012      | 109,647   | 84,765    | Ron Liepert        | Partido Conservador de Canadá |
| Calgary Skyview                 | 2012      | 110,189   | 73,643    | Darshan Kang       | Independiente                 |
| Edmonton Centre                 | 2003      | 106,121   | 78,131    | Randy Boissonnault | Partido Liberal de Canadá     |
| Edmonton Griesbach              | 2012      | 107,809   | 79,980    | Kerry Diotte       | Partido Conservador de Canadá |
| Edmonton Manning                | 2012      | 106,262   | 80,111    | Ziad Aboultaif     | Partido Conservador de Canadá |
| Edmonton Mill Woods             | 2012      | 106,103   | 73,323    | Amarjeet Sohi      | Partido Liberal de Canadá     |
| Edmonton Riverbend              | 2012      | 106,302   | 80,938    | Matt Jeneroux      | Partido Conservador de Canadá |
| Edmonton Strathcona             | 1952      | 103,183   | 76,160    | Linda Duncan       | Nuevo Partido Democrático     |
| Edmonton West                   | 2012      | 104,422   | 79,446    | Kelly McCauley     | Partido Conservador de Canadá |
| Edmonton—Wetaskiwin             | 2012      | 158,749   | 98,502    | Mike Lake          | Partido Conservador de Canadá |
| Foothills                       | 2012      | 105,515   | 82,380    | John Barlow        | Partido Conservador de Canadá |
| Fort McMurray—Cold Lake         | 2012      | 101,538   | 76,190    | David Yurdiga      | Partido Conservador de Canadá |
| Grande Prairie—Mackenzie        | 2012      | 106,738   | 80,511    | Chris Warkentin    | Partido Conservador de Canadá |
| Lakeland                        | 2012      | 108,451   | 79,334    | Shannon Stubbs     | Partido Conservador de Canadá |
| Lethbridge                      | 1987      | 105,999   | 82,225    | Rachael Harder     | Partido Conservador de Canadá |
| Medicine Hat—Cardston—Warner    | 1907      | 102,847   | 76,789    | Glen Motz          | Partido Conservador de Canadá |
| Peace River—Westlock            | 2012      | 108,095   | 75,362    | Arnold Viersen     | Partido Conservador de Canadá |
| Red Deer—Lacombe                | 2012      | 113,693   | 86,609    | Blaine Calkins     | Partido Conservador de Canadá |
| Red Deer—Mountain View          | 2012      | 110,793   | 86,737    | Earl Dreeshen      | Partido Conservador de Canadá |
| Sherwood Park—Fort Saskatchewan | 2012      | 111,541   | 88,876    | Garnett Genuis     | Partido Conservador de Canadá |
| St. Albert—Edmonton             | 2012      | 105,162   | 83,841    | Michael Cooper     | Partido Conservador de Canadá |
| Sturgeon River—Parkland         | 2012      | 120,784   | 87,968    | Dane Lloyd         | Partido Conservador de Canadá |
| Yellowhead                      | 1976      | 98,855    | 73,996    | Jim Eglinski       | Partido Conservador de Canadá |

### Columbia Británica
|                                                  |           |           |           |                        |                               |
| Distrito                                         | Creado en | Población | Electores | Miembro                | Partido Político              |
| Abbotsford                                       | 2003      | 101,814   | 67,509    | Ed Fast                | Partido Conservador de Canadá |
| Burnaby North—Seymour                            | 2012      | 100,632   | 74,982    | Terry Beech            | Partido Liberal de Canadá     |
| Burnaby South                                    | 2012      | 111,973   | 73,925    | Jagmeet Singh          | Nuevo Partido Democrático     |
| Cariboo—Prince George                            | 2003      | 108,252   | 77,042    | Todd Doherty           | Partido Conservador de Canadá |
| Central Okanagan—Similkameen—Nicola              | 2012      | 104,398   | 84,348    | Dan Albas              | Partido Conservador de Canadá |
| Chilliwack—Hope                                  | 2012      | 92,734    | 70,240    | Mark Strahl            | Partido Conservador de Canadá |
| Cloverdale—Langley City                          | 2012      | 117,640   | 75,076    | John Aldag             | Partido Liberal de Canadá     |
| Coquitlam—Port Coquitlam                         | 2012      | 110,277   | 82,358    | Ron McKinnon           | Partido Liberal de Canadá     |
| Courtenay—Alberni                                | 2012      | 110,391   | 88,673    | Gord Johns             | Nuevo Partido Democrático     |
| Cowichan—Malahat—Langford                        | 2012      | 99,160    | 78,148    | Alistair MacGregor     | Nuevo Partido Democrático     |
| Delta                                            | 2012      | 103,064   | 72,865    | Carla Qualtrough       | Partido Liberal de Canadá     |
| Esquimalt—Saanich—Sooke                          | 2012      | 113,004   | 87,281    | Randall Garrison       | Nuevo Partido Democrático     |
| Fleetwood—Port Kells                             | 2003      | 109,742   | 72,487    | Ken Hardie             | Partido Liberal de Canadá     |
| Kamloops—Thompson—Cariboo                        | 2003      | 118,618   | 92,130    | Cathy McLeod           | Partido Conservador de Canadá |
| Kelowna—Lake Country                             | 1996      | 110,051   | 86,934    | Stephen Fuhr           | Partido Liberal de Canadá     |
| Kootenay—Columbia                                | 1996      | 107,589   | 83,190    | Wayne Stetski          | Nuevo Partido Democrático     |
| Langley—Aldergrove                               | 2012      | 103,084   | 80,360    | Mark Warawa            | Partido Conservador de Canadá |
| Mission—Matsqui—Fraser Canyon                    | 2012      | 90,871    | 61,105    | Jati Sidhu             | Partido Liberal de Canadá     |
| Nanaimo—Ladysmith                                | 2012      | 114,998   | 91,240    | Paul Manly             | Partido Verde de Canadá       |
| New Westminster—Burnaby                          | 2012      | 108,652   | 77,639    | Peter Julian           | Nuevo Partido Democrático     |
| North Island—Powell River                        | 2012      | 103,458   | 79,517    | Rachel Blaney          | Nuevo Partido Democrático     |
| North Okanagan—Shuswap                           | 2003      | 121,474   | 94,179    | Mel Arnold             | Partido Conservador de Canadá |
| North Vancouver                                  | 1987      | 109,639   | 82,085    | Jonathan Wilkinson     | Partido Liberal de Canadá     |
| Pitt Meadows—Maple Ridge                         | 2012      | 94,111    | 70,289    | Dan Ruimy              | Partido Liberal de Canadá     |
| Port Moody—Coquitlam                             | 2012      | 108,326   | 77,368    | Fin Donnelly           | Nuevo Partido Democrático     |
| Prince George—Peace River—Northern Rockies       | 1966      | 107,382   | 75,063    | Bob Zimmer             | Partido Conservador de Canadá |
| Richmond Centre                                  | 1987      | 93,863    | 67,734    | Alice Wong             | Partido Conservador de Canadá |
| Saanich—Gulf Islands                             | 1987      | 104,285   | 83,970    | Elizabeth May          | Partido Verde de Canadá       |
| Skeena—Bulkley Valley                            | 2003      | 90,586    | 62,234    | Nathan Cullen          | Nuevo Partido Democrático     |
| South Okanagan—West Kootenay                     | 2012      | 112,096   | 88,519    | Richard Cannings       | Nuevo Partido Democrático     |
| South Surrey—White Rock                          | 2012      | 94,678    | 76,078    | Gordie Hogg            | Partido Liberal de Canadá     |
| Steveston—Richmond East                          | 2012      | 99,913    | 70,676    | Joe Peschisolido       | Partido Liberal de Canadá     |
| Surrey Centre                                    | 2012      | 120,172   | 68,719    | Randeep Sarai          | Partido Liberal de Canadá     |
| Surrey—Newton                                    | 2012      | 114,605   | 62,855    | Sukh Dhaliwal          | Partido Liberal de Canadá     |
| Vancouver Centre                                 | 1914      | 116,443   | 84,273    | Hedy Fry               | Partido Liberal de Canadá     |
| Vancouver East                                   | 1933      | 110,097   | 85,900    | Jenny Kwan             | Nuevo Partido Democrático     |
| Vancouver Granville                              | 2012      | 99,886    | 76,973    | Jody Wilson-Raybould   | Independiente                 |
| Vancouver Kingsway                               | 1996      | 102,003   | 69,812    | Don Davies             | Nuevo Partido Democrático     |
| Vancouver Quadra                                 | 1947      | 102,416   | 72,409    | Joyce Murray           | Partido Liberal de Canadá     |
| Vancouver South                                  | 2003      | 100,966   | 68,733    | Harjit Sajjan          | Partido Liberal de Canadá     |
| Victoria                                         | 1924      | 110,942   | 90,217    | Murray Rankin          | Nuevo Partido Democrático     |
| West Vancouver—Sunshine Coast—Sea to Sky Country | 1996      | 112,875   | 86,370    | Pamela Goldsmith-Jones | Partido Liberal de Canadá     |

### Manitoba
|                                             |           |           |           |                         |                               |
| Distrito                                    | Creado en | Población | Electores | Miembro                 | Partido Político              |
| Brandon—Souris                              | 1952      | 88,170    | 59,459    | Larry Maguire           | Partido Conservador de Canadá |
| Charleswood—St. James—Assiniboia—Headingley | 1996      | 81,864    | 62,583    | Doug Eyolfson           | Partido Liberal de Canadá     |
| Churchill—Keewatinook Aski                  | 1933      | 85,148    | 47,940    | Niki Ashton             | Nuevo Partido Democrático     |
| Dauphin—Swan River—Neepawa                  | 2012      | 87,374    | 61,579    | Robert Sopuck           | Partido Conservador de Canadá |
| Elmwood—Transcona                           | 1987      | 85,906    | 64,395    | Daniel Blaikie          | Nuevo Partido Democrático     |
| Kildonan—St. Paul                           | 2003      | 81,794    | 61,252    | MaryAnn Mihychuk        | Partido Liberal de Canadá     |
| Portage—Lisgar                              | 1996      | 91,019    | 61,350    | Candice Bergen          | Partido Conservador de Canadá |
| Provencher                                  | 1871      | 88,640    | 63,356    | Ted Falk                | Partido Conservador de Canadá |
| Saint Boniface—Saint Vital                  | 1924      | 84,353    | 64,202    | Dan Vandal              | Partido Liberal de Canadá     |
| Selkirk—Interlake—Eastman                   | 1996      | 91,463    | 69,587    | James Bezan             | Partido Conservador de Canadá |
| Winnipeg Centre                             | 1996      | 82,026    | 54,719    | Robert-Falcon Ouellette | Partido Liberal de Canadá     |
| Winnipeg North                              | 1914      | 88,616    | 56,380    | Kevin Lamoureux         | Partido Liberal de Canadá     |
| Winnipeg South                              | 1987      | 85,540    | 62,156    | Terry Duguid            | Partido Liberal de Canadá     |
| Winnipeg South Centre                       | 1987      | 90,711    | 67,988    | Jim Carr                | Partido Liberal de Canadá     |

### Nueva Brunswick
|                          |           |           |           |                         |                           |
| Distrito                 | Creado en | Población | Electores | Miembro                 | Partido Político          |
| Acadie—Bathurst          | 1867      | 77,791    | 66,594    | Serge Cormier           | Partido Liberal de Canadá |
| Beauséjour               | 1966      | 82,292    | 66,170    | Dominic LeBlanc         | Partido Liberal de Canadá |
| Fredericton              | 1914      | 81,759    | 59,284    | Matt DeCourcey          | Partido Liberal de Canadá |
| Fundy Royal              | 1914      | 79,331    | 62,270    | Alaina Lockhart         | Partido Liberal de Canadá |
| Madawaska—Restigouche    | 1996      | 60,378    | 50,442    | René Arseneault         | Partido Liberal de Canadá |
| Miramichi—Grand Lake     | 2012      | 59,343    | 47,813    | Pat Finnigan            | Partido Liberal de Canadá |
| Moncton—Riverview—Dieppe | 1966      | 89,484    | 70,357    | Ginette Petitpas Taylor | Partido Liberal de Canadá |
| New Brunswick Southwest  | 1996      | 66,197    | 51,004    | Karen Ludwig            | Partido Liberal de Canadá |
| Saint John—Rothesay      | 1914      | 82,129    | 61,223    | Wayne Long              | Partido Liberal de Canadá |
| Tobique—Mactaquac        | 1996      | 70,632    | 53,129    | T. J. Harvey            | Partido Liberal de Canadá |

### Terranova y Labrador
|                                  |           |           |           |                 |                           |
| Distrito                         | Creado en | Población | Electores | Miembro         | Partido Político          |
| Avalon                           | 2003      | 86,494    | 67,781    | Ken McDonald    | Partido Liberal de Canadá |
| Bonavista—Burin—Trinity          | 2012      | 74,116    | 61,475    | Churence Rogers | Partido Liberal de Canadá |
| Coast of Bays—Central—Notre Dame | 2012      | 78,092    | 63,891    | Scott Simms     | Partido Liberal de Canadá |
| Labrador                         | 1949      | 26,728    | 19,917    | Yvonne Jones    | Partido Liberal de Canadá |
| Long Range Mountains             | 2012      | 87,592    | 71,037    | Gudie Hutchings | Partido Liberal de Canadá |
| St. John's East                  | 1949      | 81,936    | 65,499    | Nick Whalen     | Partido Liberal de Canadá |
| St. John's South—Mount Pearl     | 2003      | 81,944    | 66,936    | Seamus O'Regan  | Partido Liberal de Canadá |

### Territorios del Noroeste
|                       |           |           |           |                |                           |
| Distrito              | Creado en | Población | Electores | Miembro        | Partido Político          |
| Northwest Territories | 1976      | 41,462    | 28,795    | Michael McLeod | Partido Liberal de Canadá |

### Nueva Escocia
|                               |           |           |           |                   |                           |
| Distrito                      | Creado en | Población | Electores | Miembro           | Partido Político          |
| Cape Breton—Canso             | 1996      | 71,962    | 60,666    | Rodger Cuzner     | Partido Liberal de Canadá |
| Central Nova                  | 1966      | 71,962    | 59,585    | Sean Fraser       | Partido Liberal de Canadá |
| Cumberland—Colchester         | 1966      | 80,590    | 64,923    | Bill Casey        | Partido Liberal de Canadá |
| Dartmouth—Cole Harbour        | 1966      | 92,301    | 73,066    | Darren Fisher     | Partido Liberal de Canadá |
| Halifax)                      | 1867      | 94,610    | 71,363    | Andy Fillmore     | Partido Liberal de Canadá |
| Halifax West                  | 1976      | 96,255    | 70,089    | Geoff Regan       | Partido Liberal de Canadá |
| Kings—Hants                   | 1966      | 83,465    | 66,454    | Scott Brison      | Partido Liberal de Canadá |
| Sackville—Preston—Chezzetcook | 1996      | 86,498    | 67,401    | Darrell Samson    | Partido Liberal de Canadá |
| South Shore—St. Margarets     | 1966      | 91,830    | 75,904    | Bernadette Jordan | Partido Liberal de Canadá |
| Sydney—Victoria               | 1996      | 72,148    | 59,761    | Mark Eyking       | Partido Liberal de Canadá |
| West Nova                     | 1966      | 82,026    | 66,796    | Colin Fraser      | Partido Liberal de Canadá |

### Nunavut
|          |           |           |           |               |                  |
| Distrito | Creado en | Población | Electores | Miembro       | Partido Político |
| Nunavut  | 1976      | 31,906    | 18,124    | Hunter Tootoo | Independiente    |

### Ontario
|                                                   |           |           |           |                         |                               |
| Distrito                                          | Creado en | Población | Electores | Miembro                 | Partido Político              |
| Ajax                                              | 2012      | 119,677   | 83,542    | Mark Holland            | Partido Liberal de Canadá     |
| Algoma—Manitoulin—Kapuskasing                     | 2003      | 79,483    | 62,230    | Carol Hughes            | Nuevo Partido Democrático     |
| Aurora—Oak Ridges—Richmond Hill                   | 2012      | 115,227   | 78,848    | Leona Alleslev          | Partido Conservador de Canadá |
| Barrie—Innisfil                                   | 2012      | 109,286   | 76,389    | John Brassard           | Partido Conservador de Canadá |
| Barrie—Springwater—Oro-Medonte                    | 2012      | 100,788   | 74,783    | Alex Nuttall            | Partido Conservador de Canadá |
| Bay of Quinte                                     | 2012      | 109,735   | 83,427    | Neil Ellis              | Partido Liberal de Canadá     |
| Beaches—East York                                 | 1987      | 109,468   | 75,169    | Nathaniel Erskine-Smith | Partido Liberal de Canadá     |
| Brampton Centre                                   | 1996      | 102,270   | 64,148    | Ramesh Sangha           | Partido Liberal de Canadá     |
| Brampton East                                     | 2012      | 122,000   | 65,818    | Raj Grewal              | Independiente                 |
| Brampton North                                    | 2012      | 118,180   | 72,312    | Ruby Sahota             | Partido Liberal de Canadá     |
| Brampton South                                    | 2012      | 121,188   | 70,449    | Sonia Sidhu             | Partido Liberal de Canadá     |
| Brampton West                                     | 2003      | 130,000   | 68,796    | Kamal Khera             | Partido Liberal de Canadá     |
| Brantford—Brant                                   | 1903      | 130,296   | 95,616    | Phil McColeman          | Partido Conservador de Canadá |
| Bruce—Grey—Owen Sound                             | 1933      | 106,475   | 81,389    | Larry Miller            | Partido Conservador de Canadá |
| Burlington                                        | 1976      | 120,569   | 94,679    | Karina Gould            | Partido Liberal de Canadá     |
| Cambridge                                         | 1976      | 111,693   | 82,103    | Bryan May               | Partido Liberal de Canadá     |
| Carleton                                          | 1867      | 102,918   | 71,947    | Pierre Poilievre        | Partido Conservador de Canadá |
| Chatham-Kent—Leamington                           | 2012      | 109,619   | 78,803    | Dave Van Kesteren       | Partido Conservador de Canadá |
| Davenport                                         | 1933      | 108,475   | 70,794    | Julie Dzerowicz         | Partido Liberal de Canadá     |
| Don Valley East                                   | 1976      | 93,007    | 62,362    | Yasmin Ratansi          | Partido Liberal de Canadá     |
| Don Valley North                                  | 1987      | 103,073   | 71,081    | Geng Tan                | Partido Liberal de Canadá     |
| Don Valley West                                   | 1976      | 99,820    | 69,333    | Rob Oliphant            | Partido Liberal de Canadá     |
| Dufferin—Caledon                                  | 2003      | 116,341   | 91,269    | David Tilson            | Partido Conservador de Canadá |
| Durham                                            | 1903      | 115,395   | 92,317    | Erin O'Toole            | Partido Conservador de Canadá |
| Eglinton—Lawrence                                 | 1976      | 113,150   | 76,739    | Marco Mendicino         | Partido Liberal de Canadá     |
| Elgin—Middlesex—London                            | 1996      | 110,109   | 82,062    | Karen Vecchio           | Partido Conservador de Canadá |
| Essex                                             | 1966      | 125,442   | 90,591    | Tracey Ramsey           | Nuevo Partido Democrático     |
| Etobicoke Centre                                  | 1976      | 114,910   | 86,412    | Borys Wrzesnewskyj      | Partido Liberal de Canadá     |
| Etobicoke—Lakeshore                               | 1976      | 115,437   | 90,167    | James Maloney           | Partido Liberal de Canadá     |
| Etobicoke North                                   | 1976      | 117,601   | 67,544    | Kirsty Duncan           | Partido Liberal de Canadá     |
| Flamborough—Glanbrook                             | 2012      | 97,081    | 77,774    | David Sweet             | Partido Conservador de Canadá |
| Glengarry—Prescott—Russell                        | 1952      | 106,240   | 84,340    | Francis Drouin          | Partido Liberal de Canadá     |
| Guelph                                            | 1976      | 121,688   | 94,632    | Lloyd Longfield         | Partido Liberal de Canadá     |
| Haldimand—Norfolk                                 | 2003      | 108,051   | 81,773    | Diane Finley            | Partido Conservador de Canadá |
| Haliburton—Kawartha Lakes—Brock                   | 1966      | 110,182   | 90,594    | Jamie Schmale           | Partido Conservador de Canadá |
| Hamilton Centre                                   | 2003      | 101,932   | 68,247    | David Christopherson    | Nuevo Partido Democrático     |
| Hamilton East—Stoney Creek                        | 2003      | 107,786   | 80,042    | Bob Bratina             | Partido Liberal de Canadá     |
| Hamilton Mountain                                 | 1966      | 103,615   | 76,886    | Scott Duvall            | Nuevo Partido Democrático     |
| Hamilton West—Ancaster—Dundas                     | 2012      | 109,535   | 82,929    | Filomena Tassi          | Partido Liberal de Canadá     |
| Hastings—Lennox and Addington                     | 2012      | 92,528    | 71,818    | Mike Bossio             | Partido Liberal de Canadá     |
| Humber River—Black Creek                          | 1867      | 108,198   | 60,343    | Judy Sgro               | Partido Liberal de Canadá     |
| Huron—Bruce                                       | 1952      | 104,842   | 79,533    | Ben Lobb                | Partido Conservador de Canadá |
| Kanata—Carleton                                   | 2012      | 100,846   | 78,431    | Karen McCrimmon         | Partido Liberal de Canadá     |
| Kenora                                            | 2003      | 55,977    | 42,138    | Bob Nault               | Partido Liberal de Canadá     |
| King—Vaughan                                      | 2012      | 109,235   | 83,550    | Deb Schulte             | Partido Liberal de Canadá     |
| Kingston and the Islands                          | 1966      | 116,996   | 87,460    | Mark Gerretsen          | Partido Liberal de Canadá     |
| Kitchener Centre                                  | 1996      | 102,433   | 76,163    | Raj Saini               | Partido Liberal de Canadá     |
| Kitchener—Conestoga                               | 2003      | 93,827    | 67,890    | Harold Albrecht         | Partido Conservador de Canadá |
| Kitchener South—Hespeler                          | 2012      | 97,673    | 72,359    | Marwan Tabbara          | Partido Liberal de Canadá     |
| Lambton—Kent—Middlesex                            | 1996      | 105,331   | 80,027    | Bev Shipley             | Partido Conservador de Canadá |
| Lanark—Frontenac—Kingston                         | 2012      | 98,409    | 77,808    | Scott Reid              | Partido Conservador de Canadá |
| Leeds—Grenville—Thousand Islands and Rideau Lakes | 1976      | 100,546   | 78,225    | Michael Barrett         | Partido Conservador de Canadá |
| London—Fanshawe                                   | 1996      | 119,334   | 85,124    | Irene Mathyssen         | Nuevo Partido Democrático     |
| London North Centre                               | 1996      | 118,079   | 87,668    | Peter Fragiskatos       | Partido Liberal de Canadá     |
| London West                                       | 1966      | 119,090   | 91,601    | Kate Young              | Partido Liberal de Canadá     |
| Markham—Stouffville                               | 2012      | 109,780   | 86,464    | Jane Philpott           | Independiente                 |
| Markham—Thornhill                                 | 2012      | 99,078    | 70,211    | Mary Ng                 | Partido Liberal de Canadá     |
| Markham—Unionville                                | 2003      | 123,318   | 81,583    | Bob Saroya              | Partido Conservador de Canadá |
| Milton                                            | 2012      | 88,065    | 70,430    | Lisa Raitt              | Partido Conservador de Canadá |
| Mississauga Centre                                | 1996      | 118,756   | 81,920    | Omar Alghabra           | Partido Liberal de Canadá     |
| Mississauga East—Cooksville                       | 2003      | 121,792   | 80,906    | Peter Fonseca           | Partido Liberal de Canadá     |
| Mississauga—Erin Mills                            | 2012      | 117,199   | 80,912    | Iqra Khalid             | Partido Liberal de Canadá     |
| Mississauga—Lakeshore                             | 1976      | 118,893   | 85,379    | Sven Spengemann         | Partido Liberal de Canadá     |
| Mississauga—Malton                                | 2012      | 118,046   | 73,591    | Navdeep Bains           | Partido Liberal de Canadá     |
| Mississauga—Streetsville                          | 2003      | 118,757   | 82,618    | Gagan Sikand            | Partido Liberal de Canadá     |
| Nepean                                            | 1987      | 104,775   | 82,976    | Chandra Arya            | Partido Liberal de Canadá     |
| Newmarket—Aurora                                  | 2003      | 109,457   | 83,108    | Kyle Peterson           | Partido Liberal de Canadá     |
| Niagara Centre                                    | 1996      | 105,860   | 81,364    | Vance Badawey           | Partido Liberal de Canadá     |
| Niagara Falls                                     | 1952      | 128,357   | 101,505   | Rob Nicholson           | Partido Conservador de Canadá |
| Niagara West                                      | 2012      | 86,533    | 68,333    | Dean Allison            | Partido Conservador de Canadá |
| Nickel Belt                                       | 1952      | 90,962    | 72,134    | Marc Serré              | Partido Liberal de Canadá     |
| Nipissing—Timiskaming                             | 2003      | 90,996    | 70,342    | Anthony Rota            | Partido Liberal de Canadá     |
| Northumberland—Peterborough South                 | 2012      | 107,840   | 88,276    | Kim Rudd                | Partido Liberal de Canadá     |
| Oakville                                          | 1996      | 182,520   | 87,670    | John Oliver             | Partido Liberal de Canadá     |
| Oakville North—Burlington                         | 2012      | 114,378   | 84,100    | Pam Damoff              | Partido Liberal de Canadá     |
| Orléans                                           | 1987      | 128,281   | 94,830    | Andrew Leslie           | Partido Liberal de Canadá     |
| Oshawa                                            | 1966      | 159,458   | 94,928    | Colin Carrie            | Partido Conservador de Canadá |
| Ottawa Centre                                     | 1966      | 113,619   | 89,360    | Catherine McKenna       | Partido Liberal de Canadá     |
| Ottawa South                                      | 1987      | 121,058   | 85,946    | David McGuinty          | Partido Liberal de Canadá     |
| Ottawa—Vanier                                     | 1933      | 110,999   | 82,040    | Mona Fortier            | Partido Liberal de Canadá     |
| Ottawa West—Nepean                                | 1996      | 111,837   | 81,646    | Anita Vandenbeld        | Partido Liberal de Canadá     |
| Oxford                                            | 1933      | 108,656   | 83,003    | Dave MacKenzie          | Partido Conservador de Canadá |
| Parkdale—High Park                                | 1976      | 105,103   | 76,952    | Arif Virani             | Partido Liberal de Canadá     |
| Parry Sound—Muskoka                               | 1947      | 91,263    | 74,977    | Tony Clement            | Independiente                 |
| Perth—Wellington                                  | 2003      | 104,912   | 75,217    | John Nater              | Partido Conservador de Canadá |
| Peterborough—Kawartha                             | 1953      | 115,269   | 90,352    | Maryam Monsef           | Partido Liberal de Canadá     |
| Pickering—Uxbridge                                | 2012      | 109,344   | 84,997    | Jennifer O'Connell      | Partido Liberal de Canadá     |
| Renfrew—Nipissing—Pembroke                        | 1976      | 102,537   | 77,520    | Cheryl Gallant          | Partido Conservador de Canadá |
| Richmond Hill                                     | 2003      | 108,658   | 79,513    | Majid Jowhari           | Partido Liberal de Canadá     |
| St. Catharines                                    | 1966      | 110,596   | 83,821    | Chris Bittle            | Partido Liberal de Canadá     |
| Sarnia—Lambton                                    | 1976      | 105,337   | 80,029    | Marilyn Gladu           | Partido Conservador de Canadá |
| Sault Ste. Marie                                  | 1966      | 82,052    | 63,555    | Terry Sheehan           | Partido Liberal de Canadá     |
| Scarborough—Agincourt                             | 1987      | 104,499   | 68,748    | Jean Yip                | Partido Liberal de Canadá     |
| Scarborough Centre                                | 1976      | 108,826   | 70,145    | Salma Zahid             | Partido Liberal de Canadá     |
| Scarborough—Guildwood                             | 2003      | 101,914   | 63,296    | John McKay              | Partido Liberal de Canadá     |
| Scarborough North                                 | 2012      | 101,080   | 64,427    | Shaun Chen              | Partido Liberal de Canadá     |
| Scarborough—Rouge Park                            | 2012      | 102,646   | 71,291    | Gary Anandasangaree     | Partido Liberal de Canadá     |
| Scarborough Southwest                             | 1966      | 106,733   | 71,577    | Bill Blair              | Partido Liberal de Canadá     |
| Simcoe—Grey                                       | 1996      | 116,307   | 95,511    | Kellie Leitch           | Partido Conservador de Canadá |
| Simcoe North                                      | 1867      | 108,672   | 85,156    | Bruce Stanton           | Partido Conservador de Canadá |
| Spadina—Fort York                                 | 2012      | 82,480    | 73,179    | Adam Vaughan            | Partido Liberal de Canadá     |
| Stormont—Dundas—South Glengarry                   | 1966      | 100,913   | 78,167    | Guy Lauzon              | Partido Conservador de Canadá |
| Sudbury                                           | 1947      | 92,048    | 71,844    | Paul Lefebvre           | Partido Liberal de Canadá     |
| Thornhill                                         | 1996      | 110,427   | 80,288    | Peter Kent              | Partido Conservador de Canadá |
| Thunder Bay—Rainy River                           | 2003      | 82,984    | 62,207    | Don Rusnak              | Partido Liberal de Canadá     |
| Thunder Bay—Superior North                        | 1976      | 82,827    | 63,192    | Patty Hajdu             | Partido Liberal de Canadá     |
| Timmins—James Bay                                 | 1996      | 83,104    | 60,202    | Charlie Angus           | Nuevo Partido Democrático     |
| Toronto Centre                                    | 1933      | 103,805   | 66,351    | Bill Morneau            | Partido Liberal de Canadá     |
| Toronto—Danforth                                  | 1976      | 104,017   | 76,567    | Julie Dabrusin          | Partido Liberal de Canadá     |
| Toronto—St. Paul's                                | 1933      | 103,983   | 75,852    | Carolyn Bennett         | Partido Liberal de Canadá     |
| University—Rosedale                               | 2012      | 98,605    | 71,945    | Chrystia Freeland       | Partido Liberal de Canadá     |
| Vaughan—Woodbridge                                | 2012      | 105,450   | 73,190    | Francesco Sorbara       | Partido Liberal de Canadá     |
| Waterloo                                          | 1966      | 110,134   | 77,312    | Bardish Chagger         | Partido Liberal de Canadá     |
| Wellington—Halton Hills                           | 2003      | 115,880   | 88,674    | Michael Chong           | Partido Conservador de Canadá |
| Whitby                                            | 2012      | 122,022   | 90,964    | Celina Caesar-Chavannes | Independiente                 |
| Willowdale                                        | 1976      | 109,680   | 74,205    | Ali Ehsassi             | Partido Liberal de Canadá     |
| Windsor—Tecumseh                                  | 2003      | 117,429   | 86,351    | Cheryl Hardcastle       | Nuevo Partido Democrático     |
| Windsor West                                      | 1966      | 122,988   | 84,700    | Brian Masse             | Nuevo Partido Democrático     |
| York Centre                                       | 1952      | 100,277   | 63,682    | Michael Levitt          | Partido Liberal de Canadá     |
| York—Simcoe                                       | 1966      | 94,616    | 74,911    | Scot Davidson           | Partido Conservador de Canadá |
| York South—Weston                                 | 1976      | 116,606   | 69,754    | Ahmed Hussen            | Partido Liberal de Canadá     |

### Isla del Príncipe Eduardo
|               |           |           |           |                   |                           |
| Distrito      | Creado en | Población | Electores | Miembro           | Partido Político          |
| Cardigan      | 1966      | 36,005    | 28,777    | Lawrence MacAulay | Partido Liberal de Canadá |
| Charlottetown | 2003      | 34,562    | 27,891    | Sean Casey        | Partido Liberal de Canadá |
| Egmont        | 1966      | 34,598    | 27,751    | Bobby Morrissey   | Partido Liberal de Canadá |
| Malpeque      | 1966      | 35,039    | 28,556    | Wayne Easter      | Partido Liberal de Canadá |

### Quebec
|                                                   |           |           |           |                             |                               |
| Distrito                                          | Creado en | Población | Electores | Miembro                     | Partido Político              |
| Abitibi—Baie-James—Nunavik—Eeyou                  | 2003      | 87,787    | 62,881    | Romeo Saganash              | Nuevo Partido Democrático     |
| Abitibi—Témiscamingue                             | 2003      | 103,491   | 82,695    | Christine Moore             | Nuevo Partido Democrático     |
| Ahuntsic-Cartierville                             | 2012      | 117,447   | 82,863    | Mélanie Joly                | Partido Liberal de Canadá     |
| Alfred-Pellan                                     | 2003      | 101,373   | 77,898    | Angelo Iacono               | Partido Liberal de Canadá     |
| Argenteuil—La Petite-Nation                       | 2012      | 95,781    | 78,234    | Stéphane Lauzon             | Partido Liberal de Canadá     |
| Avignon—La Mitis—Matane—Matapédia                 | 2012      | 71,897    | 60,721    | Rémi Massé                  | Partido Liberal de Canadá     |
| Beauce                                            | 1867      | 108,746   | 84,518    | Rémi Massé                  | Partido Popular de Canadá     |
| Beauport—Côte-de-Beaupré—Île d'Orléans—Charlevoix | 2003      | 93,674    | 75,750    | Sylvie Boucher              | Partido Conservador de Canadá |
| Beauport—Limoilou                                 | 2003      | 96,029    | 78,601    | Alupa Clarke                | Partido Conservador de Canadá |
| Bécancour—Nicolet—Saurel                          | 1968      | 94,588    | 77,921    | Louis Plamondon             | Bloc québécois                |
| Bellechasse—Les Etchemins—Lévis                   | 2003      | 114,966   | 91,899    | Steven Blaney               | Partido Conservador de Canadá |
| Beloeil—Chambly                                   | 2012      | 117,343   | 90,271    | Matthew Dubé                | Nuevo Partido Democrático     |
| Berthier—Maskinongé                               | 1924      | 100,371   | 82,109    | Ruth Ellen Brosseau         | Nuevo Partido Democrático     |
| Bourassa                                          | 1966      | 101,032   | 70,444    | Emmanuel Dubourg            | Partido Liberal de Canadá     |
| Brome—Missisquoi                                  | 1924      | 103,457   | 84,274    | Denis Paradis               | Partido Liberal de Canadá     |
| Brossard—Saint-Lambert                            | 2012      | 107,582   | 83,194    | Alexandra Mendès            | Partido Liberal de Canadá     |
| Charlesbourg—Haute-Saint-Charles                  | 1976      | 103,331   | 83,648    | Pierre Paul-Hus             | Partido Conservador de Canadá |
| Châteauguay—Lacolle                               | 2012      | 92,169    | 75,157    | Brenda Shanahan             | Partido Liberal de Canadá     |
| Chicoutimi—Le Fjord                               | 1924      | 81,639    | 66,674    | Richard Martel              | Partido Conservador de Canadá |
| Compton—Stanstead                                 | 1996      | 101,946   | 81,405    | Marie-Claude Bibeau         | Partido Liberal de Canadá     |
| Dorval—Lachine—LaSalle                            | 2012      | 106,886   | 85,471    | Anju Dhillon                | Partido Liberal de Canadá     |
| Drummond                                          | 1966      | 98,681    | 80,750    | François Choquette          | Nuevo Partido Democrático     |
| Gaspésie—Les Îles-de-la-Madeleine                 | 2003      | 78,833    | 65,717    | Diane Lebouthillier         | Partido Liberal de Canadá     |
| Gatineau                                          | 1947      | 106,424   | 83,651    | Steven MacKinnon            | Partido Liberal de Canadá     |
| Hochelaga                                         | 2003      | 103,436   | 82,245    | Marjolaine Boutin-Sweet     | Nuevo Partido Democrático     |
| Honoré-Mercier                                    | 1987      | 102,587   | 78,428    | Pablo Rodríguez             | Partido Liberal de Canadá     |
| Hull—Aylmer                                       | 1914      | 103,447   | 78,679    | Greg Fergus                 | Partido Liberal de Canadá     |
| Joliette                                          | 1966      | 100,683   | 85,545    | Gabriel Ste-Marie           | Bloc québécois                |
| Jonquière                                         | 2012      | 87,596    | 72,605    | Karine Trudel               | Nuevo Partido Democrático     |
| La Pointe-de-l'Île                                | 2003      | 103,512   | 84,335    | Mario Beaulieu              | Bloc québécois                |
| La Prairie                                        | 2012      | 99,811    | 81,637    | Jean-Claude Poissant        | Partido Liberal de Canadá     |
| Lac-Saint-Jean                                    | 1924      | 104,911   | 85,092    | Richard Hébert              | Partido Liberal de Canadá     |
| Lac-Saint-Louis                                   | 1996      | 108,795   | 85,663    | Francis Scarpaleggia        | Partido Liberal de Canadá     |
| LaSalle—Émard—Verdun                              | 2012      | 105,317   | 83,876    | David Lametti               | Partido Liberal de Canadá     |
| Laurentides—Labelle                               | 2003      | 111,357   | 95,907    | David de Burgh Graham       | Partido Liberal de Canadá     |
| Laurier—Sainte-Marie                              | 1987      | 111,835   | 83,730    | Hélène Laverdière           | Nuevo Partido Democrático     |
| Laval—Les Îles                                    | 2003      | 103,053   | 81,562    | Fayçal El-Khoury            | Partido Liberal de Canadá     |
| Lévis—Lotbinière                                  | 2003      | 107,593   | 86,700    | Jacques Gourde              | Partido Conservador de Canadá |
| Longueuil—Charles-LeMoyne                         | 2012      | 104,895   | 83,360    | Sherry Romanado             | Partido Liberal de Canadá     |
| Longueuil—Saint-Hubert                            | 1952      | 104,366   | 85,657    | Pierre Nantel               | Independiente                 |
| Louis-Hébert                                      | 1966      | 104,038   | 81,285    | Joël Lightbound             | Partido Liberal de Canadá     |
| Louis-Saint-Laurent                               | 2003      | 106,888   | 91,332    | Gérard Deltell              | Partido Conservador de Canadá |
| Manicouagan                                       | 1966      | 94,766    | 75,124    | Marilène Gill               | Bloc québécois                |
| Marc-Aurèle-Fortin                                | 2004      | 96,082    | 75,579    | Yves Robillard              | Partido Liberal de Canadá     |
| Mégantic—L'Érable                                 | 2003      | 88,745    | 71,133    | Luc Berthold                | Partido Conservador de Canadá |
| Mirabel                                           | 2012      | 103,536   | 86,304    | Simon Marcil                | Bloc québécois                |
| Montarville                                       | 2012      | 95,095    | 75,181    | Michel Picard               | Partido Liberal de Canadá     |
| Montcalm                                          | 2003      | 99,518    | 82,538    | Luc Thériault               | Bloc québécois                |
| Montmagny—L'Islet—Kamouraska—Rivière-du-Loup      | 2003      | 97,261    | 78,291    | Bernard Généreux            | Partido Conservador de Canadá |
| Mount Royal                                       | 1924      | 101,258   | 74,055    | Anthony Housefather         | Partido Liberal de Canadá     |
| Notre-Dame-de-Grâce—Westmount                     | 2012      | 104,410   | 79,071    | Marc Garneau                | Partido Liberal de Canadá     |
| Outremont                                         | 1933      | 102,088   | 71,300    | Rachel Bendayan             | Partido Liberal de Canadá     |
| Papineau                                          | 2003      | 110,750   | 78,515    | Justin Trudeau              | Partido Liberal de Canadá     |
| Pierre-Boucher—Les Patriotes—Verchères            | 2012      | 95,326    | 78,251    | Xavier Barsalou-Duval       | Bloc québécois                |
| Pierrefonds—Dollard                               | 1986      | 108,740   | 84,978    | Frank Baylis                | Partido Liberal de Canadá     |
| Pontiac                                           | 1867      | 106,499   | 86,585    | Will Amos                   | Partido Liberal de Canadá     |
| Portneuf—Jacques-Cartier                          | 1867      | 104,394   | 86,884    | Joël Godin                  | Partido Conservador de Canadá |
| Quebec                                            | 1966      | 96,525    | 79,277    | Jean-Yves Duclos            | Partido Liberal de Canadá     |
| Repentigny                                        | 1996      | 111,191   | 91,542    | Monique Pauzé               | Bloc québécois                |
| Richmond—Arthabaska                               | 1996      | 103,897   | 85,118    | Alain Rayes                 | Partido Conservador de Canadá |
| Rimouski-Neigette—Témiscouata—Les Basques         | 2003      | 84,809    | 69,631    | Guy Caron                   | Nuevo Partido Democrático     |
| Rivière-des-Mille-Îles                            | 1996      | 102,816   | 80,957    | Linda Lapointe              | Partido Liberal de Canadá     |
| Rivière-du-Nord                                   | 2003      | 102,085   | 88,586    | Rhéal Fortin                | Bloc québécois                |
| Rosemont—La Petite-Patrie                         | 1976      | 110,677   | 83,936    | Alexandre Boulerice         | Nuevo Partido Democrático     |
| Saint-Hyacinthe—Bagot                             | 1933      | 99,629    | 80,577    | Brigitte Sansoucy           | Nuevo Partido Democrático     |
| Saint-Jean                                        | 1966      | 108,244   | 88,081    | Jean Rioux                  | Partido Liberal de Canadá     |
| Saint-Laurent                                     | 1987      | 93,842    | 68,685    | Emmanuella Lambropoulos     | Partido Liberal de Canadá     |
| Saint-Léonard—Saint-Michel                        | 1987      | 110,649   | 76,351    | Nicola Di Iorio             | Partido Liberal de Canadá     |
| Saint-Maurice—Champlain                           | 2003      | 110,273   | 91,588    | François-Philippe Champagne | Partido Liberal de Canadá     |
| Salaberry—Suroît                                  | 2012      | 107,036   | 91,444    | Anne Minh-Thu Quach         | Nuevo Partido Democrático     |
| Shefford                                          | 1867      | 107,538   | 87,902    | Pierre Breton               | Partido Liberal de Canadá     |
| Sherbrooke                                        | 1924      | 107,988   | 86,809    | Pierre-Luc Dusseault        | Nuevo Partido Democrático     |
| Terrebonne                                        | 1867      | 107,988   | 86,809    | Michel Boudrias             | Bloc québécois                |
| Thérèse-De Blainville                             | 2012      | 98,499    | 78,804    | Ramez Ayoub                 | Partido Liberal de Canadá     |
| Trois-Rivières                                    | 1976      | 108,774   | 90,709    | Robert Aubin                | Nuevo Partido Democrático     |
| Vaudreuil—Soulanges                               | 1996      | 111,905   | 89,766    | Peter Schiefke              | Partido Liberal de Canadá     |
| Ville-Marie—Le Sud-Ouest—Île-des-Sœurs            | 2012      | 103,070   | 83,351    | Marc Miller                 | Partido Liberal de Canadá     |
| Vimy                                              | 2012      | 104,373   | 85,511    | Eva Nassif                  | Partido Liberal de Canadá     |

### Saskatchewan
|                                     |           |           |           |                   |                                      |
| Distrito                            | Creado en | Población | Electores | Miembro           | Partido Político                     |
| Battlefords—Lloydminster            | 1996      | 73,506    | 48,638    | Rosemarie Falk    | Partido Conservador de Canadá        |
| Carlton Trail—Eagle Creek           | 2012      | 72,607    | 53,836    | Kelly Block       | Partido Conservador de Canadá        |
| Cypress Hills—Grasslands            | 1996      | 67,834    | 49,713    | David Anderson    | Partido Conservador de Canadá        |
| Desnethé—Missinippi—Churchill River | 1996      | 69,471    | 43,128    | Georgina Jolibois | Nuevo Partido Democrático            |
| Moose Jaw—Lake Centre—Lanigan       | 2012      | 76,106    | 56,621    | Tom Lukiwski      | Partido Conservador de Canadá        |
| Prince Albert                       | 1996      | 79,344    | 55,873    | Randy Hoback      | Partido Conservador de Canadá        |
| Regina—Lewvan                       | 2012      | 79,587    | 61,879    | Erin Weir         | Partido Social Democrático de Canadá |
| Regina—Qu'Appelle                   | 1996      | 72,891    | 52,220    | Andrew Scheer     | Partido Conservador de Canadá        |
| Regina—Wascana                      | 1987      | 77,208    | 55,497    | Ralph Goodale     | Partido Liberal de Canadá            |
| Saskatoon—Grasswood                 | 2012      | 72,010    | 57,268    | Kevin Waugh       | Partido Conservador de Canadá        |
| Saskatoon—University                | 2012      | 76,257    | 55,219    | Brad Trost        | Partido Conservador de Canadá        |
| Saskatoon West                      | 2012      | 83,711    | 54,056    | Sheri Benson      | Nuevo Partido Democrático            |
| Souris—Moose Mountain               | 1987      | 72,058    | 51,580    | Robert Kitchen    | Partido Conservador de Canadá        |
| Yorkton—Melville                    | 1966      | 71,270    | 53,446    | Cathay Wagantall  | Partido Conservador de Canadá        |

### Yukon
|          |           |           |           |               |                           |
| Distrito | Creado en | Población | Electores | Miembro       | Partido Político          |
| Yukon    | 1952      | 33,897    | 25,264    | Larry Bagnell | Partido Liberal de Canadá |

## Distribución por Provincia y Territorio
| Partido | Partido                              | BC | AB | SK | MB | ON  | QC | NB | PE | NS | NL | NT | NW | YT | Total |
| ------- | ------------------------------------ | -- | -- | -- | -- | --- | -- | -- | -- | -- | -- | -- | -- | -- | ----- |
|         | Partido Conservador de Canadá        | 9  | 29 | 10 | 5  | 33  | 11 |    |    |    |    |    |    |    | 98    |
|         | Partido Liberal de Canadá            | 17 | 3  | 1  | 7  | 76  | 41 | 10 | 4  | 11 | 7  |    | 1  | 1  | 179   |
|         | Nuevo Partido Democrático            | 13 | 1  | 2  | 2  | 8   | 14 |    |    |    |    |    |    |    | 40    |
|         | Partido Verde de Canadá              | 2  |    |    |    |     |    |    |    |    |    |    |    |    | 2     |
|         | Bloc québécois                       |    |    |    |    |     | 10 |    |    |    |    |    |    |    | 10    |
|         | Partido Popular de Canadá            |    |    |    |    |     | 1  |    |    |    |    |    |    |    | 1     |
|         | Partido Social Democrático de Canadá |    |    | 1  |    |     |    |    |    |    |    |    |    |    | 1     |
|         | Independientes                       | 1  | 1  |    |    | 4   | 1  |    |    |    |    | 1  |    |    | 8     |
|         | Vacantes                             |    |    |    |    |     |    |    |    |    |    |    |    |    |       |
| Total   | Total                                | 42 | 34 | 14 | 14 | 121 | 78 | 10 | 4  | 11 | 7  | 1  | 1  | 1  | 338   |